# Les Amants du Texas
Pour les articles homonymes, voir Les Amants.
Pour plus de détails, voir Fiche technique et Distribution.
Les Amants du Texas (Ain't Them Bodies Saints), Ensemble à jamais au Québec, est un film dramatique américain réalisé par David Lowery et sorti en 2013. Il s'agit du second long métrage du cinéaste, qui signe également le scénario.
Il est présenté au festival de Sundance 2013, où il remporte le prix de la meilleure photographie américaine.

## Synopsis
Ruth Guthrie et Bob Muldoon s'aiment malgré tous les obstacles. Après un braquage avec son ami Freddy, Bob est arrêté par la police, notamment par Patrick Wheeler. Ce dernier a été touché par balles par Ruth mais c'est Bob qui décide d'endosser cela. Juste avant d'être emprisonné, Bob apprend que Ruth est enceinte de lui. En prison, Bob n'a désormais qu'un seul objectif : s'évader pour rejoindre sa famille. Ruth promet à Skerrit, le père de Freddy, qu'elle va attendre Bob. Il lui écrit plusieurs lettres en prison, promettant à Ruth d'être de retour avec elle et leur enfant. Ruth donne ensuite naissance à leur fille, Sylvie.
Quatre ans plus tard, Ruth vit à Meridian au Texas avec Sylvie. Alors que Bob vient de s'évader, Patrick — très attiré par Ruth — conseille à la jeune femme de trouver un lieu plus sûr pour elle et sa fille. Bob rend visite à Skerrit qui lui apprend que beaucoup de gens veulent sa mort et qu'il doit rester à l'écart de Ruth et Sylvie. Poursuivi par la police et par un gang, Bob retrouve Ruth mais celle-ci ne veut plus d'une vie en cavale.

## Fiche technique
- Titre original : Ain't Them Bodies Saints
- Titre français : Les Amants du Texas
- Réalisation et scénario : David Lowery
- Musique : Daniel Hart
- Direction artistique : Jade Healy
- Décors : Jonathan Rudak
- Costumes : Malgosia Turzanska
- Montage : Craig McKay et Jane Rizzo
- Photographie : Bradford Young
- Production : Cassian Elwes (en), Toby Halbrooks, James M. Johnston, Amy Kaufman, Lars Knudsen et Jay Van Hoy
- Sociétés de production : Evolution Independent, Lagniappe Films, Paradox Entertainment, Parts and Labor, Primary Productions et Sailor Bear
- Sociétés de distribution : IFC Films
- Budget : n/a
- Pays de production :  États-Unis
- Langue originale : anglais
- Format : couleur - 35 mm - 2,35:1 - son Dolby numérique
- Genre : drame, thriller, romance, crime
- Durée : 105 minutes
- Dates de sortie :
  - États-Unis : 20 janvier 2013 (festival de Sundance) ; 16 août 2013 (sortie nationale)
  - France : 6 septembre 2013 (festival du film américain de Deauville) ; 18 septembre 2013 (sortie limitée uniquement en version originale sous-titrée) ; 12 février 2014[1] (sortie DVD uniquement en version originale sous-titrée[1])

## Distribution
- Casey Affleck : Bob Muldoon
- Rooney Mara : Ruth Guthrie
- Ben Foster : Patrick Wheeler
- Rami Malek : Will
- Nate Parker : Sweetie
- Kennadie Smith : Sylvie Guthrie
- Jacklynn Smith : Sylvie Guthrie
- Kentucker Audley (en) : Freddy
- Charles Baker : Bear
- David Zellner : Zellner
- Turner Ross : T. C.
- Keith Carradine : Skerritt
- Will Beinbrink : le lieutenant Townes

## Production
Pour son premier long métrage, David Lowery voulait initialement mettre en scène un film d'action :

« J’avais envie d’écrire un film minimaliste, une histoire de poursuite effrénée. Un type qui s’évade de prison convenait parfaitement. Mais juste après son évasion, le côté action commençait à s’évaporer et (...) j’étais finalement plus intéressé par les conséquences, les répercussions, le temps écoulé. (...) Et dès que j’écrivais une scène décrivant la mort d’un personnage secondaire méchant dans une fusillade, je culpabilisais en me demandant pourquoi ce pauvre type en était arrivé là. Ces appréhensions m’ont paru plus intéressantes et je me suis concentré là-dessus. »

Le jeune cinéaste s'inspire par ailleurs de John McCabe (1971, Robert Altman), There Will Be Blood (2007, Paul Thomas Anderson), des films de Claire Denis, ainsi que plusieurs sources littéraires comme certains romans de Marilyn Robinson et Cormac McCarthy.
Le tournage, d'une durée de 6 semaines, a lieu au Texas (Austin, Meridian) et en Louisiane (Shreveport).

## Distinctions

### Récompenses
- Festival du film de Sundance 2013 : Prix de la photographie (fiction américaine)

### Nominations et sélections
- Festival de Cannes 2013 : séances spéciales, sélection « Semaine de la critique »
- Festival du cinéma américain de Deauville 2013 : sélection officielle
- Festival du film de Los Angeles 2013
- Festival international du film de Vancouver 2013
- Gotham Awards 2013 : meilleur film